# Anta de Silvadas
Die Anta de Silvadas, auch Anta do Silval  oder Anta 1 da Herdade do Silval genannt, ist eine Megalithanlage etwa 1,5 km nördlich des Monte da Herdade de Paredes, in der Gemeinde (portugiesisch Freguesia) Nossa Senhora da Graça do Divor im Kreis (portugiesisch Concelho) Évora, Distrikt Évora im zentralen Alentejo.
Anta, Mámoa, Dolmen, Orca und Lapa sind die in Portugal geläufigen Bezeichnungen für die ungefähr 5000 Megalithanlagen, die während des Neolithikums im Westen der Iberischen Halbinsel von den Nachfolgern der Cardial- oder Impressokultur errichtet wurden.

## Denkmalpflege
Die Anlage wurde 1898 durch José de Leite de Vasconcellos und 1949 durch Georg Leisner beschrieben. Eine archäologische Untersuchung der Fundstelle steht bisher noch aus.
Das Megalithgrab wurde 1910 als Monumento Nacional eingetragen und geschützt und liegt in einem heute landwirtschaftlich genutzten Gebiet.

## Befund
Der Fundort liegt auf einer Hochebene in leichter Hanglage zum Lauf der Ribeira de Paredes, etwa 340 m südwestlich der ebenfalls als Monumento Nacional eingetragenen Anta de Paredes. Beide Anten bilden zusammen mit drei weiteren Anten in unmittelbarer Nähe – Anta da Herdade do Silval 2–4 – eine kleine Gräbergruppe.
Die polygonale Grabkammer mit einem Durchmesser von etwa 3,5 m  wird durch sieben Tragsteine (Orthostaten) aus Granit gebildet und ist mit einem Deckstein geschlossen. Sechs der sieben Tragsteine wurden noch in situ angetroffen. Der zur Grabkammer führende Korridor ist auf 4 m Länge erhalten und ist ca. 1,6 m breit und 1,9 m hoch. Von den ehemals sieben Abschnitten des Korridors sind noch drei Tragsteine sowie drei Deckplatten vorhanden. Der Zugang zum Korridor war durch einen heute nicht mehr vorhandenen Stein geschlossen.

Die ehemalige Überhügelung (Mámoa) des Grabes ist teilweise noch bis zu einer Höhe von etwa 2 m erhalten.
Die Anta gehört zur Gruppe der Megalithen vom Typ Eborense (portugiesisch „típico do megalitismo do aro eborense“ oder „universo megalítico eborense“) als deren Prototyp die Anta Grande da Comenda da Igreja in Montemor-o-Novo gesehen wird. Aufgrund typologischer Parallelen wird die Anlage in das 4. Jahrtausends bis an den Anfang des 3. Jahrtausends v. Chr. datiert.

## Funde
Aufgrund der noch ausstehenden archäologischen Untersuchung des Denkmals, sind bisher keine Funde bekannt geworden.